# Ranitomeya reticulata
Ranitomeya reticulata är en groddjursart som först beskrevs av George Albert Boulenger 1884.  Ranitomeya reticulata ingår i släktet Ranitomeya och familjen pilgiftsgrodor. IUCN kategoriserar arten globalt som livskraftig. Inga underarter finns listade i Catalogue of Life.